# Jarnail Singh Bhindranwale

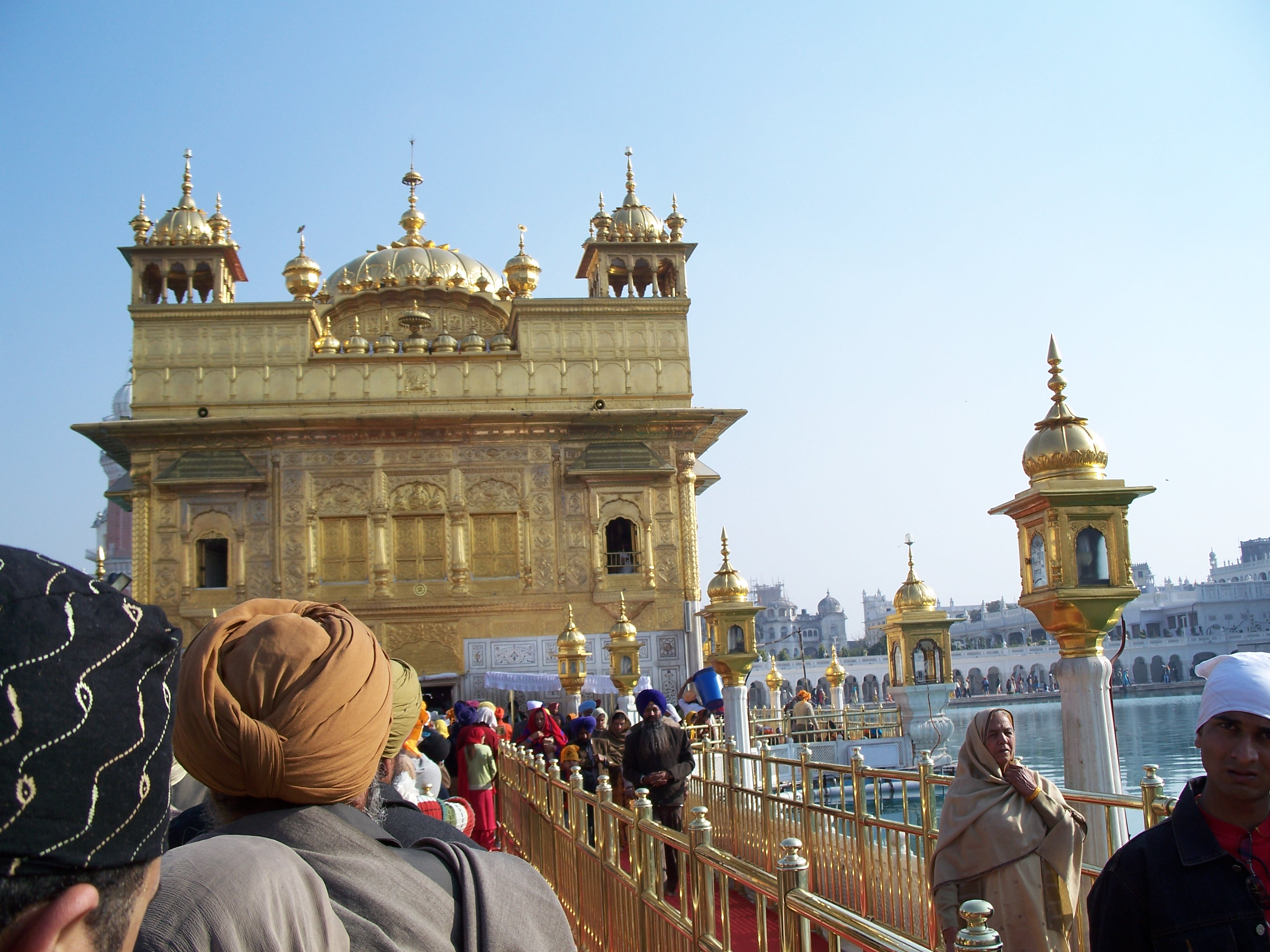
Det Gyllene Templet i Amritsar där Bhindranwale dog i strider med den indiska armén 1984.

Jarnail Singh Bhindranwale, eller Jarnail Singh (på punjabi: ਜਰਨੈਲ ਸਿੰਘ ਭਿੰਡਰਾਂਵਾਲੇ), född 12 februari 1947 i byn Rode i Faridkot-distriktet i Punjab i Indien, död 6 juni 1984 i Amritsar, var ledare för den sikhiska gruppen Damdami Taksal. 
Bhindranwale hade stort inflytande över många sikher i Punjab. Han försökte sprida sikhismens ursprungliga värderingar och övertalade ungdomar att följa religionens ursprungliga bud och lärosatser. Han var känd för sitt stöd till att upprätta den föreslagna sikhistiska teokratiska staten Khalistan. Bhindranwale greps 1981 för misstänkt delaktighet i mordet på Jagat Narain, föreståndaren för Hind Samcher-gruppen. Bhindranwale lät sig gripas för att sedan släppas på grund av brist på bevis, emellertid höll de indiska poliserna noggrann uppsikt över honom. Han var desto mer inblandad i Massakern i Gyllene templet där han och andra militanta sikher ockuperade Akal Takhit-byggnaderna, inklusive Gyllene Templet i Amritsar. Han dödades av Indiens armé, som av den indiska premiärministern Indira Gandhi hade beordrats att döda de sikhiska separatisterna i helgedomen. Alltsedan sin död har Bhindranwale förblivit en omstridd person i Indiens historia. Somliga ser honom som martyr som kämpade för sikhernas bästa, medan andra ser honom som en militant extremist.

## Bakgrund
Bhindranwale föddes i byn Rode i distriktet Faridkot i delstaten Punjab.  Hans far, Joginder Singh, var bonde och lokal sikh-ledare. Jarnail Singh var den sjunde av åtta söner. Han uppfostrades till strikt vegetarianism. Bhindranwale var jordbrukare fram till 1965, då han gick med i Damdami Taksal, ett resande sikhiskt universitet i närheten av Moga i Punjab, som då leddes av Gurbachan Singh Khalsa. Bhindranwale studerade under ett års tid sikhiska skrifter, sikhisk teologi och dito historia för Gurbachan Singh Khalsa, därefter återvände Bhindranwale till jordbruket. Han gifte sig med Bibi Pritam Kaur, dotter till Bhai Sucha Singh av Bilaspur, och de fick tillsammans två sönder Ishar (1971) och Inderjit Singh (1975). Bibi Pritam Kaur avled av hjärtproblem vid 60 års ålder i Jalandhar 15 september 2007.